# 羧酸盐
羧酸盐是羧酸形成的盐类，含有羧酸根负离子（-COO−）。在水中可溶的羧酸盐类会解离为羧酸根负离子和相应的阳离子，但由于多数羧酸是弱酸，因此碱金属羧酸盐的水溶液大多呈碱性。

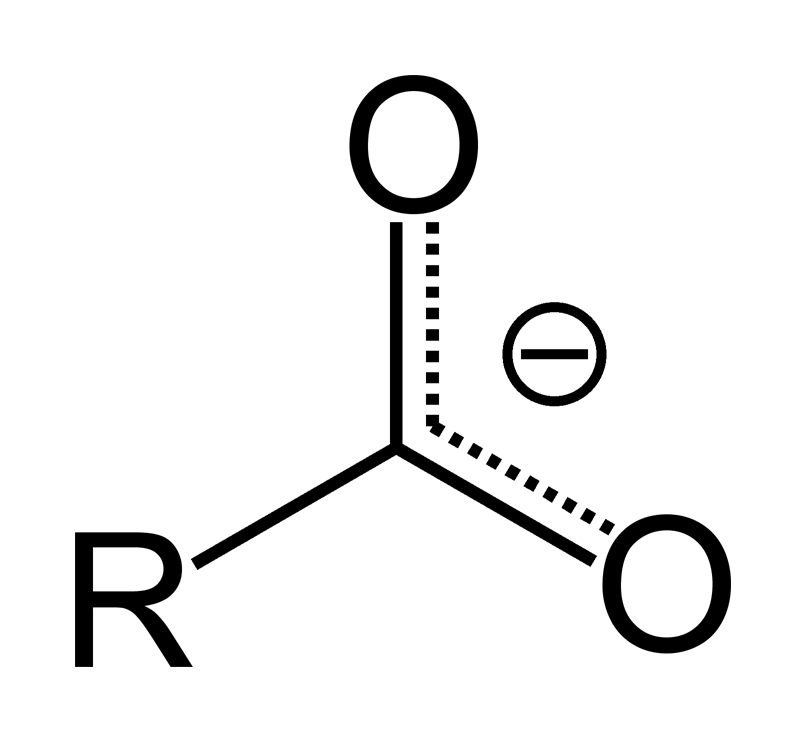
羧酸鹽離子

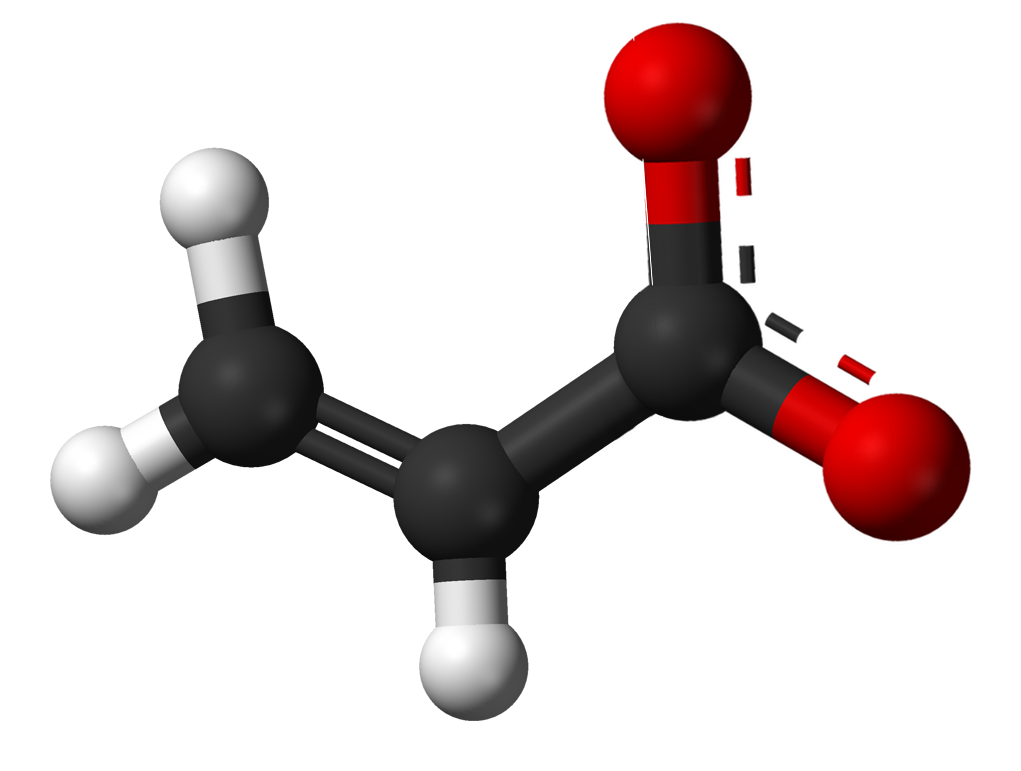
丙烯酸酯離子

相比于醇类，羧酸在水中更易离解为相应的羧酸根离子和水合氢离子，酸性更强。
这是因为羟基氧上的孤对电子会与碳氧双键形成共轭，使氧上的电子云向双键转移，从而极化O-H键，使其更易断裂；同时也使得形成的羧酸根负离子因电荷分散而更加稳定。该负离子中，两个氧和一个碳各提供一个p轨道，存在一个四电子三中心的离域π分子轨道，负电荷平均分散到两个氧上，可以用以下共振式来表示：
实验证明，甲酸盐中的两个C-O键是没有区别的。